# Лојалтон (Калифорнија)
Лојалтон (енгл. Loyalton) град је у америчкој савезној држави Калифорнија. По попису становништва из 2010. у њему је живело 769 становника.

## Демографија
Према попису становништва из 2010. у граду је живело 769 становника, што је 93 (10,8%) становника мање него 2000. године.
| Група             | 2000.       | 2010.       |
| Белци             | 763 (88,5%) | 622 (80,9%) |
| Афроамериканци    | 2 (0,2%)    | 2 (0,3%)    |
| Азијати           | 1 (0,1%)    | 0 (0,0%)    |
| Хиспаноамериканци | 62 (7,2%)   | 108 (14,0%) |
| Укупно            | 862         | 769         |